# Śpiewnik Pielgrzyma
Śpiewnik Pielgrzyma – śpiewnik protestancki używany w zborach o charakterze ewangelikalnym (m.in. w nieistniejącym już Zjednoczonym Kościele Ewangelicznym w PRL, zborach polskich Jednoty Czeskobraterskiej w Czechosłowacji, Kościele Zielonoświątkowym, Kościele Chrześcijan Baptystów, Chrześcijańskiej Wspólnocie Zielonoświątkowej, Kościele Ewangelicznych Chrześcijan oraz Kościele Wolnych Chrześcijan).

## Nazwa śpiewnika
Tytuł śpiewnika określa jego użytkownika, czyli człowieka, który pielgrzymuje. W powszechnym znaczeniu słowo „pielgrzym” oznacza osobę odbywającą wędrówkę do miejsca kultu, w znaczeniu biblijnym przez "pielgrzymowanie" rozumiane jest ziemskie życie człowieka wierzącego. Różne tłumaczenia Biblii wielokrotnie używają słowa „pielgrzym” - por np. 2 List do Koryntian 5,6 w przekładach Biblii gdańskiej, Biblii poznańskiej i in.

## Historia wydań
- I wydanie (1919) (jako Pieśni Pielgrzyma) – wydane przez Związek dla Stanowczego Chrześcijaństwa zawierało ponad 100 pieśni
- II wydanie (1923) (od tego wydania jako Śpiewnik Pielgrzyma) – zawierało 439 pieśni
- III wydanie (1935) – zawierało 404 pieśni (opublikowane w Dolnym Źukowie nakładem Związku Stanowczych Chrześcijan jako „wydanie 3 przerobione” o objętości 340 ss.)
- IV wydanie (1959) – wydane przez Zjednoczony Kościół Ewangeliczny zawierało 673 pieśni. Jednocześnie „czwarte wydanie na nowo opracowane” z 673 pieśniami ukazało się w Czechosłowacji nakładem Rady Jednoty Czeskobraterskiej dla zborów polskich tej wspólnoty (ss. 798)
- V wydanie (1961) – zawierało 860 pieśni (pieśni wydania IV oraz 187 nowych pieśni jako „Część II”)
- VI wydanie (1969)
- VII wydanie (1975) – zawierało 875 pieśni (pieśni wcześniejszych dwóch wydań oraz 15 nowych pieśni jako tzw. „Addenda”)
- VIII wydanie
- IX wydanie (1981) – zawiera pieśni z poprzednich dwóch wydań
- IX wydanie z akordami gitarowymi (1999) – zawiera fotokopię VII wydania nutowego z dołączonymi akordami gitarowymi
- X wydanie (2010) – z poprawioną szatą językową (Wydawnictwo Łaska i Pokój, Katowice), objętość 479 ss.
- X wydanie w wersji multimedialnej (w przygotowaniu) - prezentacje Impress; (wyd. Łaska i Pokój, Katowice)

W przeciągu lat ukazywał się zarówno w formie wyłącznie tekstowej, jak i tekstowo-nutowej. Wydawany był w Polsce, Czechosłowacji i Wielkiej Brytanii.

## Zawartość śpiewnika
Śpiewnik zawiera pieśni dotyczące Boga oraz życia chrześcijanina od nawrócenia do zakończenia jego ziemskiego życia. Znajdują się w nim także utwory śpiewane podczas adwentu, świąt Bożego Narodzenia oraz Wielkanocnych, uroczystości chrztu, pamiątki Wieczerzy Pańskiej. Ponadto umieszczone są w nim pieśni dla młodzieży, śpiewane podczas ślubów, pogrzebów oraz nabożeństw kończących rok kalendarzowy.
Układ śpiewnika obejmuje cztery główne działy:
- I. Bóg Trójjedyny
- II. Droga zbawienia
- III. Życie chrześcijanina
- IV. Społeczność świętych

Każdy z nich składa się kolejnych sześciu podrozdziałów.

## Pieśni i ich autorzy
Śpiewnik zawiera m.in. takie pieśni, jak:
- Gdy na ten świat spoglądam, wielki Boże
- Jak błogo wiedzieć
- Królu mój, królu chwały
- Święty, Święty, Święty
- Warownym grodem jest nasz Bóg
- Ach, ubogi żłobie
- Bóg się rodzi
- Cicha noc
- Dziś w Betlejemie

Wśród autorów pieśni są m.in. Karol Hławiczka, Jan Glajcar, Jan Kochanowski, Jan Prochanow.

## Znaczenie śpiewnika
Przez kilka dekad (zwłaszcza od wydania IV) śpiewnik stanowił główne źródło pieśni wykonywanych podczas nabożeństw w zborach o charakterze ewangelicznym (m.in. we wspólnotach do 1988 działających w ramach Zjednoczonego Kościoła Ewangelicznego). Na początku XXI w. nadal jest stosowany, jego znaczenie stopniowo maleje na rzecz pieśni z innych źródeł, ale gdzieniegdzie (np. KZ „Betel” w Ustroniu, KECh w Inowrocławiu) zachowuje się jeszcze spora sympatia do tego śpiewnika.

## Śpiewnik w formie elektronicznej
Od 2014 roku Śpiewnik Pielgrzyma jest dostępny także w postaci aplikacji na urządzenia mobilne z systemem Android. Program zawiera wszystkie pieśni z wydania VII wraz z linią melodyczną w formacie MID.